# Hieracium chrysolorum
Hieracium chrysolorum es una especie de planta con flor del género Hieracium, de la familia Asteraceae, orden Asterales.

## Distribución
Hieracium chrysolorum se distribuye por Escocia.

## Taxonomía
Fue descrita científicamente por Sell & C. West. Fue publicada en Watsonia 6: 307 (1967).